# حلقي غوانوسين أحادي الفوسفات
 أحادي فوسفات الغوانوسين الحلقي (بالإنجليزية: Cyclic guanosine monophosphate (cGMP)) هو نوكليوتيد حلقي مشتق من الغوانوسين ثلاثي الفوسفات يعمل كمرسال ثاني مثل الأدينوسين أحادي الفوسفات الحلقي، مهمته في الغالب هي  تفعيل الإنزيم بروتين كيناز داخل الخلايا كرد لترابط الهورمونات البيبتيدية -غير النافذة للغشاء- بالسطح الخارجي للخلية.

## اصطناع
يحفز إنزيم محلقة الغوانيلات (GC) اصطناع الغوانوسين أحادي الفوسفات الحلقي بتحويل الغوانوسين ثلاثي الفوسفات  إلى أحادي حلقي، تفعِّل الهورمونات البيبتيدية مثل الببتيد أذيني مدر للصوديوم محلقة الغوانيلات (GC) في حين يفعَّل إنزيم محلقة الغوانيلات الذواب (sGC) عادة بواسطة أحادي أكسيد النيتروجين لتحفير تخليق الغوانوسين أحادي الفوسفات الحلقي، يمكن تثبيù محلقة الغوانيلات الذواب بواسطة (ODQ) (1H-[1,2,4]oxadiazolo[4,3-a]quinoxalin-1-one)